# Papoušek královský
Papoušek královský (Alisterus scapularis) je papoušek, který obývá tropické a subtropické pralesy na východním pobřeží Austrálie a přilehlá pohoří. První, kdo tento druh popsal, byl v roce 1818 Martin Lichtenstein. Tito papoušci se vyskytují v párech nebo hejnech čítajících několik kusů. Ojediněle se nacházejí v blahovičníkových buších či křovinách. Dorůstají velikosti přibližně 44 cm.
Jako většina australských papoušků je i papoušek královský odolný vůči mrazu a i v chladnějších klimatických podmínkách je úspěšně chován ve venkovních celoročních voliérách. Do nedávna nebyl v chovech kvůli vyšší náročnosti jeho odchovu příliš rozšířený. Nyní se tento druh v chovech rozšiřuje a je stále častěji odchováván chovateli. Zemědělci tento druh považují za škůdce, protože papoušci dokáží zlikvidovat velké množství obilnin na polích a ovoce v sadech.

## Chování
Ve volné přírodě páry hnízdí nejčastěji v dutinách eukalyptových stromů, které si následně upravují. Podle nálezu[jakého?] byli papoušci schopni hnízdit v hnízdní dutině hluboké 12 m. Jako vystýlka jim slouží štěpky vznikající při úpravě kotliny.
Papoušek královský se může chovat ve skupině pouze mimo dobu rozmnožování, neboť v této době jsou samci v období toku poměrně agresivní. Tolerují se například s bažanty,[zdroj?] na jiné druhy papoušků budou však útočit. Nejlepší je proto chovat papoušky po páru.

## Chovná sezóna
Začíná stejně jako u většiny venku chovaných australských papoušků, po ustálení teplot na jaře. Počátek toku se zahájí tím, že se sameček začne hlasitě ozývat a začne samici krmit. Královští papoušci většinou kladou snůšku o 3–5 vajíčkách, na kterých sedí samice po dobu 20 dní. Běžně snáší jednou ročně. Při ztrátě první snůšky, rozbití či odebrání vajec přichází druhá snůška. Vejce snáší samice v pravidelných intervalech. Jako u většiny australských papoušků to bývá většinou jedno vejce obden. V těchto intervalech se také po uplynutí tří týdnů začnou klubat mláďata. Ta jsou posléze dokrmována oběma rodiči ještě přibližně pět týdnů. V prvních dnech po vylíhnutí a v několika následujících dnech samice neopouští hnízdní dutinu. V tuto dobu chodí krmit samec samici k otvoru hnízdní dutiny, posléze samice mláďata v hnízdě. Mláďata zhruba po 40 dnech opouštějí hnízdní dutinu a jsou nadále dokrmována oběma rodiči.

## Pohlaví

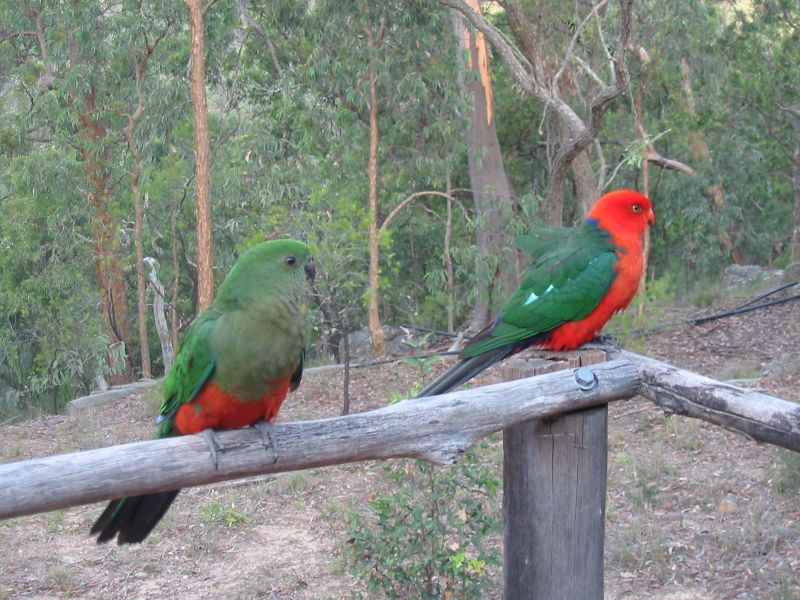
Pár papoušků královských, vlevo je samice, vpravo je samec

Královští papoušci mají výrazný pohlavní dimorfismus. Samci jsou jasně červeně zbarveni na hlavě, krku a spodní straně těla. Jejich záda a křídla jsou zelená, zadek a ocas modrý. Duhovky očí mají žluté. Končetiny s prsty jsou stejně jako u samic šedé. Zobák samiček je rovněž šedý, kdežto u samců převážně červený s černými okraji. Samice má celé tělo zbarvené zeleně, prsa načervenalá. Mláďata jsou stejně zbarvená jako samice, jenom bledší a menší. Při prvním pelichání se u samečků objevují první červená pera. Plného vybarvení i plné pohlavní vyzrálosti dosahují ve třech letech. Některé samičky však dospívají dříve.